# کیم چون-بائه
کیم چون-بائه (انگلیسی: Kim Chun-bae؛ زادهٔ ۱۹۳۲) بازیکن بسکتبال اهل کره جنوبی بود. وی در بازی‌های المپیک تابستانی ۱۹۵۶ شرکت کرده‌است.